# Campeonato Mundial de Atletismo Júnior de 2014 - Lançamento de dardo masculino
A prova do lançamento de dardo masculino do Campeonato Mundial de Atletismo Júnior de 2014 ocorreu entre os  dias 25 e 27 de julho em Eugene, nos Estados Unidos.

## Recordes
Antes desta competição, os recordes mundiais e do campeonato nesta prova eram os seguintes:
|     | Nome                   | Nacionalidade | Distância | Local  | Data                |
| --- | ---------------------- | ------------- | --------- | ------ | ------------------- |
| WJR | Zigismunds Sirmais     | Letónia       | 84.69 m   | Bauska | 22 de junho de 2011 |
| CR  | John Robert Oosthuizen | África do Sul | 83.07 m   | Pequim | 19de agosto de 2006 |

## Medalhistas
| Ouro              | Prata              | Bronze                |
| Gatis Čakšs (LAT) | Matija Muhar (SLO) | Andrian Mardare (MDA) |

## Cronograma
Todos os horários são locais (UTC-7).
| Data        | Hora  | Evento       |
| ----------- | ----- | ------------ |
| 25 de julho | 12:45 | Qualificação |
| 27 de julho | 15:25 | Final        |

## Resultados

### Qualificação
Qualificação: 72,00 m (Q) ou pelo menos melhor 12 qualificado (q) 
Grupo A
| Posição | Atleta               | Nacionalidade     | Tentativas | Tentativas | Tentativas | Resultados | Notas |
| Posição | Atleta               | Nacionalidade     | 1          | 2          | 3          | Resultados | Notas |
| ------- | -------------------- | ----------------- | ---------- | ---------- | ---------- | ---------- | ----- |
| 1       | Andrian Mardare      | Moldávia          | 74.46      |            |            | 74.46      | Q,    |
| 2       | Matija Muhar         | Eslovénia         | 70.55      | 70.69      | x          | 70.69      | q     |
| 3       | Jonas Bonewit        | Alemanha          | 67.20      | 66.45      | 70.43      | 70.43      | q     |
| 4       | Sindri Guðmundsson   | Islândia          | 60.90      | 60.21      | 69.99      | 69.99      | q     |
| 5       | Ioánnis Kiriazís     | Grécia            | 68.39      | 65.18      | 69.19      | 69.19      | q     |
| 6       | Shakeil Waithe       | Trindade e Tobago | 68.19      | x          | x          | 68.19      | q     |
| 7       | Takuto Kominami      | Japão             | x          | 64.60      | 67.02      | 67.02      | q     |
| 8       | Mateusz Strzeszewski | Polónia           | x          | 63.86      | x          | 63.86      |       |
| 9       | Alan Ferber          | Israel            | 60.82      | 63.48      | 59.25      | 63.48      |       |
| 10      | Pablo Bugallo        | Espanha           | 61.28      | 63.34      | 61.22      | 63.34      |       |
| 11      | Rhys Stein           | Austrália         | 59.88      | 55.84      | 62.68      | 62.68      |       |
| 12      | Raul Stefan Rusu     | Roménia           | 61.36      | x          | 59.87      | 61.36      |       |
| 13      | Jarne Duchateau      | Bélgica           | 59.83      | x          | 61.20      | 61.20      |       |
| 14      | Parvinder Kumar      | Índia             | 58.85      | x          | 59.59      | 59.59      |       |
| 15      | Freddie Curtis       | Reino Unido       | x          | x          | x          | NM         |       |

Grupo B
| Posição | Atleta                    | Nacionalidade  | Tentativas | Tentativas | Tentativas | Resultados | Notas |       |       |       |       |   |
| ------- | ------------------------- | -------------- | ---------- | ---------- | ---------- | ---------- | ----- | ----- | ----- | ----- | ----- | - |
| Posição | Atleta                    | Nacionalidade  | 1          | Shu Mori   | Japão      | Resultados | Notas | 67.53 | 66.03 | 69.67 | 69.67 | q |
| 2       | Gatis Čakšs               | Letónia        | 68.38      | x          | x          | 68.38      | q     |       |       |       |       |   |
| 3       | Edis Matusevičius         | Lituânia       | 64.89      | 62.01      | 67.64      | 67.64      | q     |       |       |       |       |   |
| 4       | Hsu Shui-Chang            | Taipé Chinesa  | x          | 65.95      | 67.19      | 67.19      | q     |       |       |       |       |   |
| 5       | Mateusz Kwasniewski       | Polónia        | x          | 66.70      | x          | 66.70      | q     |       |       |       |       |   |
| 6       | George Zaharia            | Roménia        | 65.01      | x          | 66.60      | 66.60      |       |       |       |       |       |   |
| 7       | Nicolás Quijera           | Espanha        | 65.19      | 63.83      | 66.19      | 66.19      |       |       |       |       |       |   |
| 8       | Norbert Rivasz-Tóth       | Hungria        | 66.02      | 62.44      | 60.28      | 66.02      |       |       |       |       |       |   |
| 9       | Majid Mohsen Ali Al-Badri | Egito          | 60.92      | 65.37      | 63.50      | 65.37      |       |       |       |       |       |   |
| 10      | Curtis Thompson           | Estados Unidos | 61.30      | 64.59      | 64.89      | 64.89      |       |       |       |       |       |   |
| 11      | Pieter Kriel              | África do Sul  | 64.85      | x          | 61.22      | 64.85      |       |       |       |       |       |   |
| 12      | Mikalai Klimuk            | Bielorrússia   | 63.57      | 62.17      | x          | 63.57      |       |       |       |       |       |   |
| 13      | Quincy Andersson          | Suécia         | x          | x          | 61.58      | 61.58      |       |       |       |       |       |   |
| 14      | Maximilian Slezák         | Eslováquia     | x          | 61.45      | x          | 61.45      |       |       |       |       |       |   |
| 15      | Choe Deokyeong            | Coreia do Sul  | 60.34      | 58.71      | 54.90      | 60.34      |       |       |       |       |       |   |
| 16      | Ante-Roko Zemunik         | Croácia        | x          | x          | 55.92      | 55.92      |       |       |       |       |       |   |

### Final
A prova final foi realizada no dia 27 de julho às 15:25.
| Posição           | Atleta              | Nacionalidade     | Tentativas | Tentativas | Tentativas | Tentativas | Tentativas | Tentativas | Resultados | Notas           |
| Posição           | Atleta              | Nacionalidade     | 1          | 2          | 3          | 4          | 5          | 6          | Resultados | Notas           |
| ----------------- | ------------------- | ----------------- | ---------- | ---------- | ---------- | ---------- | ---------- | ---------- | ---------- | --------------- |
| Medalha de ouro   | Gatis Čakšs         | Letónia           | 70.65      | 70.21      | 70.06      | 70.70      | 70.89      | 74.04      | 74.04      | Recorde pessoal |
| Medalha de prata  | Matija Muhar        | Eslovénia         | 71.72      | 72.97      | 69.53      | 70.09      | 66.52      | x          | 72.97      |                 |
| Medalha de bronze | Andrian Mardare     | Moldávia          | 72.81      | x          | 67.20      | x          | 68.77      | 69.83      | 72.81      |                 |
| 4                 | Jonas Bonewit       | Alemanha          | 71.62      | 69.15      | 68.36      | x          | x          | 71.05      | 71.62      |                 |
| 5                 | Shakeil Waithe      | Trindade e Tobago | 70.15      | x          | 70.78      | x          | x          | 68.14      | 70.78      |                 |
| 6                 | Edis Matusevičius   | Lituânia          | 68.97      | 66.85      | 69.96      | 70.58      | 70.54      | 65.09      | 70.58      |                 |
| 7                 | Ioánnis Kiriazís    | Grécia            | 70.38      | x          | x          | 64.72      | 64.77      | 65.90      | 70.38      |                 |
| 8                 | Shu Mori            | Japão             | 69.73      | 69.66      | 66.75      | 67.34      | 64.70      | x          | 69.73      |                 |
|                   |                     |                   |            |            |            |            |            |            |            |                 |
| 9                 | Hsu Shui-Chang      | Taipé Chinesa     | 67.94      | x          | 61.57      |            |            |            | 67.94      |                 |
| 10                | Takuto Kominami     | Japão             | x          | 67.07      | 66.95      |            |            |            | 67.07      |                 |
| 11                | Mateusz Kwasniewski | Polónia           | x          | 66.10      | x          |            |            |            | 66.10      |                 |
| 12                | Sindri Guðmundsson  | Islândia          | 65.61      | 62.74      | x          |            |            |            | 65.61      |                 |

Legenda
| Recorde mundial       | Recorde mundial (World record)               |                       | Recorde africano                      | Recorde africano (African) |                                           | Q | Classificado por posição (Qualified) |
| Recorde do campeonato | Recorde do campeonato (Championship record)  | Recorde da América    | Recorde da América (Americas)         | q                          | Classificado por melhor tempo (Qualified) |   |                                      |
| Melhor marca do ano   | Melhor marca do ano (World leading)          | Recorde asiático      | Recorde asiático (Asian)              | DNS                        | Não largou (Did not start)                |   |                                      |
| Recorde nacional      | Recorde nacional (National record)           | Recorde europeu       | Recorde europeu (European)            | DNF                        | Não terminou (Did not finish)             |   |                                      |
| Recorde pessoal       | Recorde pessoal do atleta (Personal best)    | Recorde da Oceania    | Recorde da Oceania (Oceania)          | DSQ / DQ                   | Desclassificado (Disqualified)            |   |                                      |
| Recorde da temporada  | Recorde da temporada do atleta (Season best) | Recorde sul-americano | Recorde sul-americano (South America) | NM                         | Sem marca (No mark)                       |   |                                      |